# Néstor Rego Candamil
Néstor Rego Candamil (O Vicedo, 2 d'abril de 1962) és una professor i polític gallec, militant del Bloc Nacionalista Gallec (BNG) i, des de 2012, secretari general de la Unió del Poble Gallec (UPG). A les eleccions generals espanyoles de novembre de 2019 va ser elegit membre del Congrés dels Diputats per la circumscripció de la Corunya.

## Trajectòria
Es va llicenciar en Geografia i Història a la Universitat de Santiago de Compostel·la. Es va incorporar al cos de professors de secundària en l'especialitat de Llengua i literatura gallegues. Com a professor d'aquesta especialitat va impartir classes a l'IES Antón Losada Diéguez d'A Estrada i a l'IES Antón Fraguas Fraguas de Santiago de Compostel·la, on actualment té la plaça en excedència.

### Faceta política
L'any 1977 va ingressar a Estudiants Revolucionaris Gallecs (ERGA). L'any 1982 es va incorporar al BNG com a representant d'ERGA. Va ser el fundador dels comitès oberts de facultat (CAF).
L'any 1995 va ser elegit regidor de Santiago de Compostel·la. El 1999 es va incorporar al govern municipal, fent-se càrrec del Departament de Medi Ambient i Serveis. A les eleccions municipals del 2003 va encapçalar la llista del BNG a l'ajuntament. Gràcies a un pacte de govern amb el PSdeG-PSOE, va ser tinent d'alcalde i regidor de Cultura de la capital històrica del galleguisme. Al maig de 2008 va renunciar a tots els càrrecs municipals esgrimint raons estrictament personals i va tornar a la docència.
El juny de 2012 va ser escollit secretari general de la Unió del Poble Gallec (UPG), en substitució de Francisco Rodríguez. El 2016 va ser escollit membre de l'Executiva del Bloc Nacionalista Gallec (BNG). Va ser escollit per encapçalar la candidatura del BNG a la província de la Corunya per a les eleccions generals espanyoles d'abril de 2019, sense obtenir escó. Sis mesos després va tornar a ocupar el càrrec de cap de llista a les eleccions generals espanyoles de novembre. En aquella ocasió, el BNG va obtenir gairebé 58.000 vots a la província, de manera que Rego va obtenir l'últim escó disputat en aquesta circumscripció.

### Activitat com a diputat
El 3 de desembre de 2019 va prendre possessió del seu escó, en la sessió de constitució de la XIV legislatura. La legislatura va començar marcada per les negociacions per formar un govern encapçalat per Pedro Sánchez, líder del PSOE. Rego va manifestar des del principi la seva voluntat d'arribar a un acord que permetés investir el candidat socialista. L'acord es va signar el 3 de gener de 2020, de manera que el BNG va votar a favor de Pedro Sánchez en el debat d'investidura que va tenir lloc entre el 4 i el 7 de gener de 2020.
L'acord d'investidura entre el BNG i el PSOE va incloure, entre altres aspectes, la transferència de l'AP-9 a la Xunta de Galicia, el sanejament de les rieres, la millora de la xarxa ferroviària gallega i un pla d'ocupació industrial.
Des de l'inici de l'activitat ordinària del Congrés, Rego va fer propostes sobre el manteniment de l'ocupació industrial d'As Pontes de García Rodríguez, la defensa de la llengua gallega i la situació de la línia ferroviària Ferrol-Betanzos.